# Europa-Lehrmittel

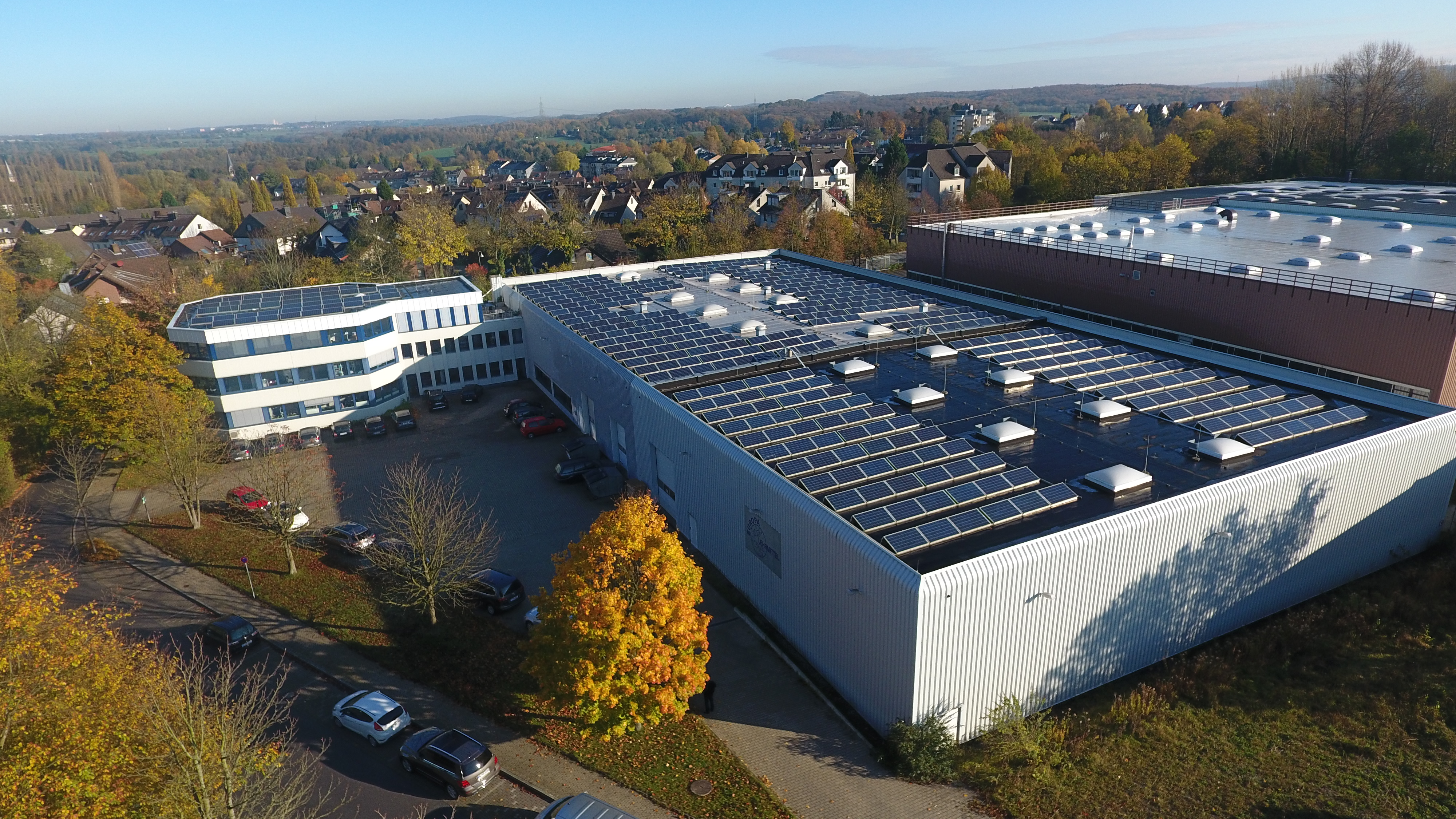
Verlagsgebäude in Haan-Gruiten (2017)

Der Verlag Europa-Lehrmittel Nourney, Vollmer GmbH & Co. KG mit Sitz in Haan (Ortsteil Gruiten) nahe Düsseldorf entwickelt Bildungsmedien für die berufliche Aus-, Fort- und Weiterbildung zum Einsatz in beruflichen Schulen, Hochschulen, Unternehmen und Fort-/Weiterbildungsinstitutionen. Es werden gewerblich-technische und kaufmännische, soziale und Gesundheits- sowie gastronomische Berufe abgedeckt. Die Inhalte werden in Print- und digitalen Formaten, u. a. als Apps, Simulationen, Software und Prüfungsvorbereitungsportal angeboten. Der Verlag verfügt über eine eigene digitale Lernplattform, die Europathek.
Komplementär ist die Schul- und Fachbuchverlag Nourney, Vollmer & Co. GmbH.

## Geschichte
Der Verlag wurde 1948 in Wuppertal gegründet. Die ersten Bücher erschienen. Zur Erstellung der technischen Zeichnungen für die Lehrbücher entstand das Entwicklungsbüro in Eislingen/Fils – heute als Zeichenbüro des Verlags in Ostfildern. Etwas über 40 Jahre danach wurde im Jahr 1989 das heutige Firmengebäude in Haan-Gruiten errichtet.
1997 erwarb Europa-Lehrmittel den Fachbuchverlag Pfanneberg mit seinem Programm für gastronomische Berufe. Zusätzliche Programmerweiterungen in der beruflichen Bildung erfolgten durch die Titel der Verlage Lau, Gerber, Pluspunkt, Programmteile des Verlags Handwerk und Technik sowie des Gildebuchverlags.
Im Jahr 2013 wurden die naturwissenschaftlich-technischen Hochschultitel des Verlags Harri Deutsch übernommen, darunter Bronsteins „Taschenbuch der Mathematik“. Zudem erschienen die ersten Prüfungsapps von Europa-Lehrmittel.
Seit 2017 verfügt der Verlag über eine eigene digitale Lernplattform, die Europathek. Zusätzlich ging im selben Jahr die Plattform Prüfungsdoc online, die gezielte Online-Vorbereitung auf Prüfungen und Klausuren ermöglicht.
2018 wurden die Titel des Düsseldorfer SOL-Verlags zum selbstorganisierten Lernen in das Programm aufgenommen.

## Sonstige Informationen
In dem heute weit über 2000 Print- und digitale Angebote umfassenden Programm erscheinen u. a. bekannte Fachtitel zur Metall-, Kraftfahrzeug- und Elektrotechnik (Fachkunden und Tabellenbücher, z. B. das „Tabellenbuch Metall“), zur Betriebswirtschaftslehre sowie Standardwerke für gastronomische Berufe (z. B. „Der junge Koch“).
Viele Titel erscheinen auch als Lizenzausgabe in über 20 verschiedenen Sprachen in allen Erdteilen.
Sämtliche Inhalte werden in einem jährlichen Gesamtkatalog, auf der Website sowie in Schulen, in Betrieben sowie auf Messen und Kongressen präsentiert.
Der Verlag ist Mitglied im Deutschen Hauswirtschaftsrat.

## Digitale Bildungsmedien
Europathek: Die Europathek stellt neben digitalen Büchern auch Medienpakete, Zusatzmaterialien und E-Learning-Inhalte bereit. Die Inhalte des Medienregals sind browserbasiert online nutzbar. Zudem gibt es für die Offline-Nutzung auch Software-Versionen und Apps, mit deren Hilfe die bezogenen Titel nach Download nutzbar sind.
Prüfungsdoc: Prüfungsdoc bietet webbasiertes Lernen, Üben und Wiederholen zur Vorbereitung auf die Aufgaben der Zwischen- und Abschlussprüfung. Es beinhaltet Simulationen der Prüfungen mit direkter Auswertung der Ergebnisse.